# Colias johanseni
Espèce
Colias johanseni est une espèce de papillons de la famille des Pieridae, de la sous-famille des Coliadinae et du genre Colias.

## Systématique
L'espèce Colias johanseni a été décrite en 1990 par James T. Troubridge (d) et Kenelm W. Philip (d),.

## Noms vernaculaires
Colias  johanseni se nomme Johansen's Sulphur en anglais.

## Description
Colias johanseni est un papillon de taille petite à moyenne (son envergure varie de 35 à 38 mm). Les ailes du mâle sont d'une couleur jaune orangé assez terne, à large bordure marron à noire et avec une tache androconiale à la base de l'aile postérieure. Chez la femelle la bordure est tachée de jaune.
Au revers les antérieures et les postérieures présentent une ligne de points submarginaux foncés et l'aile postérieure est verdie par une suffusion foncée.

## Biologie
Colias johanseni vole en juillet, en une seule génération.

### Plantes hôtes
La plante hôte de sa chenille est Hedysarum mackenzii.

## Écologie et distribution
Colias johanseni est uniquement présent au Canada dans les Territoires du Nord-Ouest.

### Biotope
Il réside dans la steppe sèche.

### Protection
Pas de statut de protection connu.

## Publication originale
- (en) James T. Troubridge et Kenelm W. Philip, « A New Species of Colias (Lepidoptera: Pieridae) from Arctic Canada », The Canadian Entomologist, Ottawa, Société d'entomologie du Canada, vol. 122, no 1,‎ février 1990, p. 15-20 (ISSN 0008-347X et 1918-3240, OCLC 01553087, DOI 10.4039/ENT12215-1).